# Tenlastelegging
De tenlastelegging of telastlegging, door juristen soms afgekort tot t.l.l., of populair 'aanklacht', is het onderdeel van de dagvaarding waarin de openbaar aanklager (in Nederland is dat in eerste instantie de officier van justitie) een exacte, juridische beschrijving van een bepaalde gedraging van de verdachte geeft. 
De tenlastelegging moet voldoen aan de eisen uit artikel 261 van het Wetboek van Strafvordering: Welk strafbaar feit zou de verdachte op welke tijd, op welke plaats en onder welke omstandigheden hebben begaan?
De tenlastelegging heeft twee functies:
1. de verdachte weet waarvoor hij terechtstaat
2. het bindt de strafrechter tot een beslissing over het tenlastegelegde.[2]

De openbaar aanklager zal moeten bewijzen dat het feit heeft plaatsgevonden. 
In sommige gevallen worden er 'primaire' en 'subsidiaire' feiten ten laste gelegd, bijvoorbeeld "Primair moord, subsidiair doodslag". In het geval de rechter het zware misdrijf moord niet bewezen verklaart, kan de openbaar aanklager altijd nog genoeg bewijs hebben om doodslag, een minder zwaar misdrijf, te bewijzen. Dit gebeurt bijvoorbeeld vaak bij verkeersongevallen waarbij er juridische discussie is over de precieze intentie van de verdachte. De keten loopt hier van moord > gekwalificeerde doodslag > doodslag > dood door schuld.
De rechter splitst de schuldvraag in twee delen:
1. Is wettig en overtuigend bewezen dat de verdachte datgene gedaan heeft wat in de tenlastelegging staat beschreven?
2. De kwalificatie van het feit: Zijn de ten laste gelegde handelingen strafbaar?